# 青山美夏人
青山 美夏人（あおやま みなと、2000年7月19日 - ）は、神奈川県横須賀市出身のプロ野球選手（投手）。右投右打。埼玉西武ライオンズ所属。

## 経歴

### プロ入り前
横須賀市立城北小学校3年時に幼馴染の誘いで地元の少年野球チームに入り野球を始め、横須賀市立衣笠中学校在学時は硬式野球のクラブチームである横須賀シニアでプレーしていた。
横浜隼人高等学校に進学し、2年秋からエースを務めた。高校時代は甲子園大会への出場はなく、3年夏は南神奈川県大会初戦（2回戦）で横浜商業に敗れた。
亜細亜大学に進学し、1年秋からベンチ入り。2年秋のリーグ戦では防御率1位を記録するなど活躍したが、3年時は右肩の炎症に悩まされた。その後復帰し、4年春のリーグ戦では6勝を記録してMVP、ベストナインを受賞した。また、ハーレムベースボールウィークの日本代表にも選出された。大学の同期に田中幹也、松本晴、重松凱人らがいる。
2022年10月3日にプロ志望届を提出し、埼玉西武ライオンズからドラフト4位指名され、11月16日に契約金4000万円、年俸1000万円で入団に合意した（金額は推定）。背番号は29。担当スカウトは竹下潤。

### 西武時代
2023年は春季キャンプをA班でスタートし、オープン戦では5試合に登板し、計5イニングを無失点に抑え、開幕一軍入りを果たした。守護神の増田達至が開幕一軍ながらも、右肩のコンディション不良から復帰したばかりという事情があり、開幕前の練習中に松井稼頭央監督から「どこで投げたいんだ？」と問われ、「一番いいところで投げたいです」と答えたことでオリックス・バファローズとの開幕戦にて、1点リードの9回表に抑えとしてプロ初登板。二死から森友哉に同点ソロ本塁打を許してセーブ失敗となり、チームは延長戦の末敗れたものの、2日後の同カードでは3点リードの9回表を無失点に抑え、プロ初セーブを挙げた。その後はセーブもホールドも付かない場面での起用が中心となったが、増田にリカバリーが必要と判断された際には抑えとして起用された。6月7日の中日ドラゴンズ戦ではプロ初ホールドを記録。8月13日の千葉ロッテマリーンズ戦は、髙橋光成が体調不良で離脱した影響でブルペンデーとなり、その1番手として青山がプロ初先発となったが、2回1失点でプロ初黒星を喫した。10月2日のロッテ戦ではロングリリーフとして起用され、自己最長の3イニングを投げて5奪三振、打者9人で抑える完全投球の好投を見せた。ルーキーイヤーはシーズンを通して一軍に帯同し、39試合（1先発）の登板で0勝1敗1ホールド3セーブ・防御率2.96を記録。シーズン終了後の11月25日からは台湾ウインターリーグに派遣され、先発として登板した。帰国後の12月20日に行われた契約更改交渉では、400万円増となる推定年俸1400万円でサイン。また、球団からは翌年の先発挑戦を言い渡された。
2024年は春季キャンプをB班でスタートし、イースタン・リーグ開幕戦の先発を任され、6回1失点に抑えた。その後も二軍で先発ローテーションを回り、5試合の先発登板で防御率1.80を記録すると、5月10日の東北楽天ゴールデンイーグルス戦でシーズン初登板初先発となったが、4回2/3を3失点（自責点2）で敗戦投手となり、翌11日に登録抹消。6月14日の横浜DeNAベイスターズ戦でシーズン2度目の先発登板となり、5回まで1失点と粘投していたが、6回表に一死二・三塁のピンチを招くと、滝澤夏央の適時失策と自身の適時失策で2点を失って降板し、6回途中3失点（自責点2）で敗戦投手となった。翌15日に出場選手登録を抹消され、7月10日の北海道日本ハムファイターズ戦に先発すると、勝敗こそ付かなかったが、7回途中1失点と好投。続く同17日のオリックス戦では9回3安打1四球3奪三振無失点の内容でプロ初勝利をプロ初完投初完封で飾った。その後は先発ローテーションを回っていたが、体調不良で8月20日に登録抹消。離脱後の一軍復帰は果たせず、この年は6試合の先発登板で1勝4敗・防御率2.78という成績であった。オフに150万円増となる推定年俸1550万円で契約を更改した。

## 選手としての特徴
鋭く落ちるスプリットが武器。変化球はその他にスライダー・カットボール・カーブを操り、大学進学後は「亜大ツーシーム」もマスター。東浜巨や山﨑康晃のように鋭く落ちる変化ではなく、フワッとした軌道で投球に緩急をつける際に用いる。
アマチュア時代のストレートの最速は151km/h。

## 詳細情報

### 年度別投手成績
| 年 度     | 球 団     | 登 板 | 先 発 | 完 投 | 完 封 | 無 四 球 | 勝 利 | 敗 戦 | セ 丨 ブ | ホ 丨 ル ド | 勝 率 | 打 者 | 投 球 回 | 被 安 打 | 被 本 塁 打 | 与 四 球 | 敬 遠 | 与 死 球 | 奪 三 振 | 暴 投 | ボ 丨 ク | 失 点 | 自 責 点 | 防 御 率 | W H I P |
| --------- | --------- | ----- | ----- | ----- | ----- | -------- | ----- | ----- | -------- | ----------- | ----- | ----- | -------- | -------- | ----------- | -------- | ----- | -------- | -------- | ----- | -------- | ----- | -------- | -------- | ------- |
| 2023      | 西武      | 39    | 1     | 0     | 0     | 0        | 0     | 1     | 3        | 1           | .000  | 186   | 45.2     | 32       | 4           | 23       | 0     | 0        | 34       | 5     | 1        | 15    | 15       | 2.96     | 1.20    |
| 2024      | 西武      | 6     | 6     | 1     | 1     | 0        | 1     | 4     | 0        | 0           | .200  | 139   | 32.1     | 30       | 3           | 12       | 0     | 0        | 13       | 0     | 0        | 12    | 10       | 2.78     | 1.30    |
| 通算：2年 | 通算：2年 | 45    | 7     | 1     | 1     | 0        | 1     | 5     | 3        | 1           | .167  | 325   | 78.0     | 62       | 7           | 35       | 0     | 0        | 47       | 5     | 1        | 27    | 25       | 2.88     | 1.24    |

- 2024年度シーズン終了時

### 年度別守備成績
| 年 度 | 球 団 | 投手  | 投手  | 投手  | 投手  | 投手  | 投手     |
| 年 度 | 球 団 | 試 合 | 刺 殺 | 補 殺 | 失 策 | 併 殺 | 守 備 率 |
| ----- | ----- | ----- | ----- | ----- | ----- | ----- | -------- |
| 2023  | 西武  | 39    | 3     | 3     | 0     | 0     | 1.000    |
| 2024  | 西武  | 6     | 1     | 4     | 1     | 0     | .833     |
| 通算  | 通算  | 45    | 4     | 7     | 1     | 0     | .917     |

- 2024年度シーズン終了時

### 記録
- 初登板：2023年3月31日、対オリックス・バファローズ1回戦（ベルーナドーム）、9回表に2番手で救援登板、1回1失点[15]
- 初セーブ：2023年4月2日、対オリックス・バファローズ3回戦（ベルーナドーム）、9回表に4番手で救援登板・完了、1回無失点[16]
- 初奪三振：2023年4月15日、対北海道日本ハムファイターズ2回戦（エスコンフィールドHOKKAIDO）、9回裏に清宮幸太郎から空振り三振
- 初ホールド：2023年6月7日、対中日ドラゴンズ2回戦（ベルーナドーム）、6回表に3番手で救援登板、1回無失点[18]
- 初先発登板：2023年8月13日、対千葉ロッテマリーンズ17回戦（ZOZOマリンスタジアム）、2回1失点で敗戦投手[20]
- 初勝利・初先発勝利・初完投勝利・初完封勝利：2024年7月17日、対オリックス・バファローズ15回戦（ベルーナドーム）、9回無失点[41]

### 背番号
- 29（2023年[9] - ）

### 代表歴
- 2022 ハーレムベースボールウィーク 日本代表